# Elecciones federales de Australia de 1943
La elección federal de Australia de 1943 para elegir a los miembros de la Cámara de Representantes de Australia del Parlamento de Australia se celebró el 21 de agosto de 1943. El Partido Laborista del Primer Ministro John Curtin consiguió revalidar el gobierno.
La elección se vio influenciada por los eventos de la anterior legislatura. Aunque en un principio la Coalición, de centro-derecha, había ganado las anteriores elecciones y formado un gobierno, en octubre de 1941 perdió una moción de confianza. Esto supuso la dimisión del Primer Ministro Arthur Fadden y el gobernador general de Australia, Alexander Gore Arkwright Hore-Ruthven, decidió nombrar al entonces líder de la oposición John Curtin para asumir el cargo. Además, la elección se celebró en el contexto de la Segunda Guerra Mundial, lo que favoreció que los electores se concentraran en torno al gobierno. La fuerte popularidad de John Curtin complicó a la Coalición volver a ganar las elecciones, a lo que se sumó la debilidad de su candidato, el anterior Primer Ministro Arthur Fadden. Fadden era el líder del Partido del Campo, socio junior de la Coalición de centro-derecha. La Coalición sufrió una escisión en su sección en Nueva Gales del Sur, que se renombró como Partido Liberal Democrático para concurrir en las elecciones.
El Partido Laborista de John Curtin obtuvo una amplia mayoría parlamentaria, siendo la mayor victoria que han obtenido los laboristas hasta la fecha. También ha sido la única vez que los laboristas han sido la fuerza más votada en todos los Estados del país.